# Juan Montes Pina
Juan Montes Pina (Jerez de la Frontera, 17 de noviembre de 1929 -  El Puerto de Santa María, 4 de abril de 2000) fue un dibujante gráfico y empresario español, fundador y director creativo y comercial de Proyectos Gráficos Mamelón (Pro-Gra-Ma) y dibujante gráfico, el equivalente actual del diseñador gráfico.

## Biografía
Su labor es reconocida en el marco del vino Jerezano con la compañía formada junto a personalidades de renombre en el sector como Manuel Aguilar, Blas Lloret, Pedro Carabante, Manuel Cervera Pérez, Antonio Higuero, Antonio Panal, Manuel Valle, José Racero, Manolo Gómez, Manuel Rodríguez, Rafael Virués, Manuel García, Gonzalo Aguilar, etc.
Su trabajo aún sigue vigente para algunas marcas de renombre internacional con las que trabajó, principalmente a través de su principal labor, el diseño de la Etiqueta de vino de los caldos de Jerez, así como envases para productos alimencicios y material publicitario para grandes bodegas como Bodegas Domecq, Bodegas Tío Pepe, Bodegas Garvey, Luis Caballero S.A., Bodegas Osborne, Fernando A. de Terry, S.A., entre otras.
Se casó con Consuelo Machuca y tuvieron dos hijas, Milagros y Consuelo. 
Falleció de forma inesperada el 4 de abril de 2000 como consecuencia de un derrame cerebral.

## Formación
Cursó sus primeros estudios en la Escuela de San José y más adelante en las escuelas de Comercio y en la de Artes y Oficios Artísticos, compaginándolos con trabajos esporádicos.
A los catorce años ingresó en el taller de José Luis Torres, su tío, un personaje de gran relieve en el mundo del diseño gráfico de Jerez, donde desarrolló y afirmó su personalidad artística. Poco tiempo después, fueron requeridos sus servicios para el Departamento de Diseño de la firma Jerez Industrial, empresa de Artes Gráficas que se encontraba en plena expansión. Allí permaneció hasta su incorporación al Servicio Militar.

## Carrera profesional
En 1952, terminada sus obligaciones con el Ejército, y de regreso a su ciudad, fundó en solitario Dibujos Mamelón, ubicado en la calle Julio Ruiz de Alda. A este taller de diseño se fueron incorporando paulatinamente antiguos compañeros dibujantes como Manuel Valle Cortés, Rafael Virués de Segovia, Sebastián Moya González, Gonzalo Aguilar Robles, José Franco Ortega y otros. Dibujos Mamelón pronto destacó por la calidad de sus trabajos y por su originalidad e innovación. Entre sus clientes se encontraban, además de la citada firma de Jerez Industrial, otras del mismo gremio como Jerez Gráfico, Industrias Gráficas Orla, Gráficas Andaluzas, etc. Poco después se incorporaron a su cartera de pedidos importantes industrias del sector vitivinícola como Lustau, González Byass, Domecq, Osborne, Caballero y Valdespino, entre otras, además de importantes industrias alimentarias
En 1961 el taller se trasladó a un local de mayores dimensiones, en la calle Juana de Dios Lacoste, que albergaría al equipo de dibujantes que en los últimos años se había visto ampliado con jóvenes con inquietudes artísticas como Juan Herrador Granero, Antonio Higuero Domínguez o Antonio Panal Iglesias.
Dos años después, en 1963, se creó un taller paralelo, Pinturas Lacoste, especializado en trabajos publicitarios de grandes superficies como vallas, murales, expositores, etc. De aquí surgieron importantes encargos para diversas empresas bodegueras del Marco de Jerez tales como la decoración de las vallas del Toro de Osborne, distribuidas por toda la geografía española o la decoración de los stands del Consejo Regulador de la Denominación de Origen Jerez Xeres Sherry para diferentes Ferias de Muestras.
Ese mismo año se constituyó una sociedad en la que participaron como accionistas Jerez Industrial, S.A., de una parte y de la otra Juan Montes Pina, Manuel Valle Cortés y Rafael Virués de Segovia Llamas, convertidos ya en verdaderos maestros del diseño, del dibujo, de los trabajos de preimpresión y de la publicidad. La nueva sociedad se registró bajo el nombre de Proyectos Gráficos Mamelón S.A. (PROGRAMA) y fijó inicialmente su domicilio en la calle Arcos nº14. Juan Montes ocupó el cargo de Director Gerente. La plantilla de personal se incrementó con la incorporación en el equipo de dibujo de jóvenes promesas que fueron después realidad como Pedro Carabante Medina, Manuel Cervera Pérez, Francisco Franco Ortega, Enrique de Porra Brun, Gabriel González Ríos, José Sánchez Escámez, Antonio Curtido Mora y Joaquín Rubiales Monge. También se amplió la plantilla con una sección de fotomecánica que, bajo la dirección de Manuel Valle, estuvo integrada por Manuel Rodríguez Gómez, Blas Gabriel Lloret Benítez, José Romero Racero y más adelante, por Eugenio Sánchez Gómez. La administración estuvo a cargo de Manuel Gómez Pina.
En 1966, los talleres se trasladaron a una finca adquirida en la calle Pizarro. En esta nueva sede, además de las actividades de creación y diseño se ampliaron y mejoraron las de fotomecánica, atendiendo de esta manera las nuevas demandas de la industria gráfica, a partir de los nuevos sistemas de impresión offset.